# Zenith Electronics
Zenith Electronics Corporation est une filiale de la société sud-coréenne LG Electronics.
D'origine américaine, Zenith est un fabricant de téléviseurs et autres produits électroniques, basé à Lincolnshire dans l'Illinois. LG Electronics a acquis une part majoritaire de l'entreprise en 1995, puis finalement la totalité en 1999. Inventeur de la télévision par abonnement et de la télécommande, Zenith a également été précurseur dans le développement la TVHD en Amérique du Nord.
Les produits Zenith sont vendus dans l'Amérique du Nord, l'Allemagne, la Thaïlande (en 1983), le Cambodge, le Laos, le Vietnam, l'Inde et le Myanmar.

## Histoire

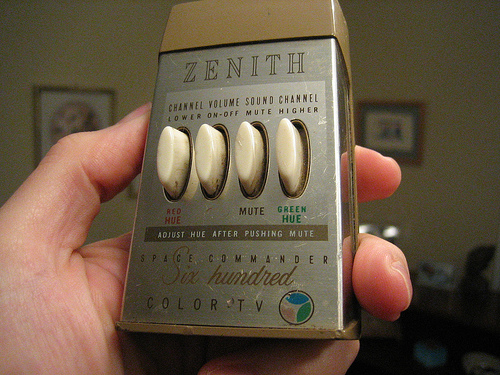
La Zenith Space Commander 600 (1965), une télécommande

La compagnie démarre en 1918, lorsque Ralph Matthews et Karl Hassel fondent une petite entreprise d'équipements électroniques pour radioamateurs ; la Chicago Radio Labs. Étant eux-mêmes radioamateurs, ils adoptent l'indicatif (nord-américain) 9ZN, qui inspirera le nom Zenith. En 1921 Eugene F. McDonald — homme d'affaires qui cherche des fonds pour obtenir une licence de fabrication de l'ingénieur Edwin Howard Armstrong — s'associe avec eux et fonde la Z-nith. Mais c'est en 1923 que prendra forme la Zenith Radio Corporation pour commencer la fabrication de radios grand public. Ils construiront notamment leur renommée avec la série des récepteurs ondes courtes Trans-Oceanic (T/O), de 1942 à 1981.
La première radio portative sort en 1924, suivie par la première fabrication en masse d'émetteurs-récepteurs dès 1926. Ils introduisent l'autoradio à batterie rechargeable en 1930 ; le modèle 460 de 2,2 W qui fonctionne en Ondes Moyennes. En 1939 ils démarrent la production de télévisions, avec l'abonnement à un bouquet de chaînes en 1948. La compagnie s'investit alors pleinement dans ce domaine, avec plusieurs inventions comme la télécommande sans fil en 1957 (la Space Commander), le tube cathodique plat, ou encore en introduisant les premières télévisions compatibles avec le Multichannel television sound (MTS), un format de son stéréo pour la télévision analogique, concurrent du Nicam. Zenith sera connue pour introduire les premières télévisions compatibles Haute Définition numérique, qui deviendra le standard de l'Advanced Television Systems Committee (ATSC) en Amérique du Nord. Entretemps, pour se donner un visage moderne et technique, l'entreprise adopte le nom Zenith Electronics Corporation en 1984.
En 1990 Zenith commence à éprouver des difficultés sur un marché de plus en plus concurrentiel. Pour éviter les offres publiques d'achat hostiles, le conseil d'administration vend 5 % des parts au Coréen LG Group dans une opération de coopération technique. Face au retard de la télévision numérique haute définition aux États-Unis, et à l'offre analogique vieillissante (chaînes câblées) de Zenith, LG entre au capital à hauteur de 55 % en 1995. Cela n'empêchera pas la faillite ; Zenith sera mise en restructuration sous le chapitre 11 de la loi américaine en 1999. LG en profitera pour se porter acquéreur à 100 %. Depuis lors, Zenith produit des décodeurs pour la télévision numérique haute définition, et des téléviseurs à écran plat. 

## Zenith Data Systems
Perdant énormément de parts de marché face à la concurrence asiatique à partir des années quatre-vingt, Zenith décide de diversifier son activité vers l'informatique. Dès 1979 l'entreprise rachète à Schlumberger la Heath Company, spécialisée dans le matériel électronique (oscilloscopes, amplificateurs...), connue pour avoir lancé le Heathkit H8 en 1977 ; un ordinateur en kit à base de 8080. La division informatique Heathkit est alors renommée Zenith Data Systems (ZDS). Mais en 1989 Zenith a besoin de capitaux pour développer la télévision haute définition numérique, l'entreprise cède alors chèrement ZDS au Français Bull qui cherche à investir le marché informatique de l'administration américaine. Mais par méconnaissance de la loi américaine sur les marchés publics, les projets de Bull sont mis en échec. Le Français vendra à perte ZDS au Japonais NEC - Packard Bell en 1996.